# Skijumping.pl
Skijumping.pl – polski internetowy portal o tematyce skoków narciarskich, działający od listopada 2000 roku. Należy do najpopularniejszych serwisów sportowych w Polsce.

## O serwisie
Portal Skijumping.pl relacjonuje wydarzenia związane ze skokami narciarskimi. Serwis posiada bazę danych archiwalnych wyników oraz informuje o aktualnych zawodach Pucharu Świata, Pucharu Kontynentalnego, FIS Cup oraz rywalizacji krajowych.
Dziennikarze portalu Skijumping.pl byli obecni na zimowych igrzyskach olimpijskich w Soczi (2014), Pjongczangu (2018), Pekinie (2022) oraz na mistrzostwach świata w narciarstwie klasycznym, począwszy od edycji rozegranej w Libercu w 2009 roku.

## Historia
Inicjatorami utworzenia serwisu byli Tadeusz Mieczyński oraz Andrzej Dąbrowski przy wsparciu Dariusza Benerta z GD.pl. Portal został uruchomiony w listopadzie 2000 roku pod adresem skoki.inf.pl i był zaprojektowany w technologii flash.
W kwietniu 2002 strona zmieniła nazwę na Skijumping.pl, pod którą funkcjonuje do dziś. Na przestrzeni kolejnych lat portal z hobbystycznej pracy przeobraził się w profesjonalny serwis informacyjny. Przedstawiciele serwisu coraz częściej zaczęli relacjonować zawody z miejsca wydarzeń. Począwszy od sezonu 2016/2017 dziennikarze Skijumping.pl są obecni na każdym konkursie Pucharu Świata w skokach narciarskich mężczyzn. Występowali również w roli ekspertów stacji TVP Sport oraz Eurosport.
Od 2009 roku serwis Skijumping.pl rozpoczął publikację wywiadów w formie materiałów wideo. Obecnie są one publikowane na oficjalnym kanale portalu na YouTube.